# Нісіо Рюя
Нісіо Рюя (яп. 西尾 隆矢, нар. 16 травня 2001, Осака) — японський футболіст, захисник клубу «Сересо Осака» і олімпійської збірної Японії.

## Клубна кар'єра
Народився 16 травня 2001 року в місті Осака. Вихованець футбольної школи клубу «Сересо Осака». Дорослу футбольну кар'єру розпочав 2020 року в основній команді того ж клубу, кольори якої захищає й донині.

## Виступи за збірні
2019 року дебютував у складі юнацької збірної Японії (U-18), загалом на юнацькому рівні взяв участь у 3 іграх.
З 2022 року залучається до складу молодіжної збірної Японії. На молодіжному рівні зіграв у 16 офіційних матчах.
2024 року включений до лав олімпійської збірної Японії. У її складі — учасник футбольного турніру на Олімпійських іграх 2024 року в Парижі.